# Iridocyclitis
Iridocyclitis of regenboogvliesontsteking is een ontsteking van de iris (regenboogvlies) waarbij ook het straalvormig lichaam (corpus ciliare) is aangedaan. Is dat laatste niet het geval, dan spreekt men van iritis, een van de drie basisvormen van inwendige oogontsteking (uveïtis). Bij iridocyclitis is ontstekingsweefsel te zien in het voorste deel van het oog, tussen het hoornvlies en het regenboogvlies.
De aandoening kan optreden als gevolg van een reumatologische ziekte, waaronder de ziekte van Bechterew, of bepaalde infecties, waaronder de ziekte van Lyme. In de helft van de gevallen is de oorzaak echter niet bekend.

## Gevolgen
Een ontsteking van de iris kan ernstige gevolgen hebben, zoals glaucoom of een verkleving van de iris met de ooglens. Patiënten dienen bij klachten die op een iridocyclitis kunnen wijzen daarom verwezen te worden naar de oogarts, die de diagnose stelt met een spleetlamp.

## Symptomen
Pijn is een kenmerkende klacht bij deze ontsteking. Andere verschijnselen zijn een rood oog (door opgezwollen bloedvaatjes), tranen, en slecht tegen licht kunnen. Met het getroffen oog ziet men meestal ook slechter.

## Behandeling
Iridocyclitis wordt behandeld met verschillende oogdruppels, die de ontsteking remmen en de pijn bestrijden. Als deze onvoldoende helpen kan een injectie met een corticosteroïde in de oogbol worden gegeven. De duur van de behandeling hangt af van de oorzaak, maar kan langdurig zijn (enkele jaren).

## Iridocyclitis heterochromica
Een specifieke, vaak asymptomatische vorm van iridocyclitis is iridocyclitis heterochromica. Van deze variant wordt vermoed dat hij kan worden veroorzaakt door een infectie. In de Verenigde Staten is het aantal gevallen duidelijk afgenomen sinds de invoering van een vaccinatieprogramma tegen rodehond.